# Бивър (река, басейн Чърчил)
Вижте пояснителната страница за други значения на Бивър.
Бивър (на английски: Beaver River) е река в централната част на Канада, провинции Албърта и Саскачеван, вливаща се в езерото Ил а ла Крос, през което протича река Чърчил. Дължината ѝ от 491 км ѝ отрежда 72-ро място в Канада.
Реката изтича от езерото Бивър (54°41′21″ с. ш. 111°48′59″ з. д. / 54.689167° с. ш. 111.816389° з. д.), на 561 м н.в. в източната част на провинция Албърта. Тече в източна посока, приема отляво притока си река Санд, минава южно от езерото Колд и едноименния град и навлиза в провинция Саскачеван. Продължава в източна посока, приема отдясно река Лун и близо до градчето Грийн Лейк рязко завива на север. Приема отляво река Колд, а отдясно реките Кауан и Доре и се влива от югоизток в езерото Ил а ла Крос, през което протича река Чърчил.
Площта на водосборния басейн на реката е 14 500 km2, което представлява 5,2% от водосборния басейн на река Чърчил
Многогодишният среден дебит в устието на Бивър е 20,7 m3/s. Максималният отток на реката е през юни и юли, а минималния – февруари-март. Снежно-дъждовно подхранване. От октомври-ноември до май реката замръзва.
Река Бивър е открита през 1767-1768 г. от трапери, търгуващи с ценни животински кожи.